# Райкард, Франк
Франклин Эдмундо (Франк) Райкард (нидерл. Franklin Edmundo "Frank" Rijkaard, МФА: [ˈfrɑŋk ˈrɛikaːrt]; род. 30 сентября 1962, Амстердам) — нидерландский футболист и тренер.

## Игровая карьера

### Клубная
В 1980 году начал свой первый сезон в «Аяксе», став в неполные 18 лет игроком стартового состава команды. Уже тогда проявились такие сильные качества Райкарда как игра головой, техника и физическая мощь, а также универсализм: он мог сыграть в центре защиты и полузащиты, на фланге и даже в центре нападения. Это привело к тому, что тренеры достаточно долго не могли найти для Райкарда подходящую позицию, а его игра слегка поблекла. На новый уровень игра Райкарда вышла с приходом на тренерский мостик «Аякса» Йохана Кройфа, который определил его на позицию «либеро» (свободного защитника), что позволило Франку проявлять себя не только в защите, но и угрожать воротам соперника. В 1987 году в своём последнем сезоне в «Аяксе» Франк выиграл с ним Кубок обладателей кубков. Однако в скором времени отношения между игроком и тренером разладились, что во многом предопределило уход голландца в другой клуб.

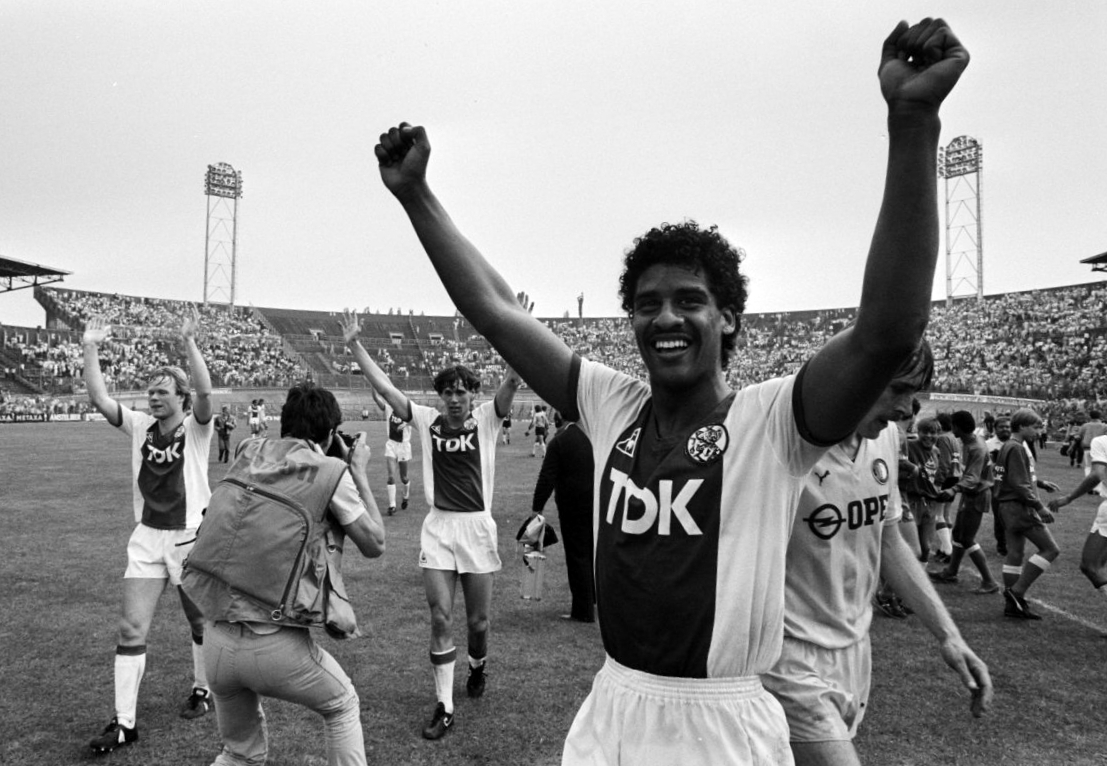
Райкард в 1985 году

В 1987 году Райкард переходит в лиссабонский «Спортинг», однако клуб не успел заявить голландца на матчи чемпионата. В результате Франк был отправлен в аренду в испанский клуб «Реал Сарагоса», за который провёл несколько матчей и получил игровую практику в преддверии Евро-1988.
Летом 1988 года Райкард пополнил состав «Милана», где уже выступали его соотечественники Марко Ван Бастен и Рууд Гуллит, с которыми он составил главную ударную силу «россонери», а также образовал одну из наиболее успешных связок в истории футбола. Президент клуба Сильвио Берлускони хотел заполучить Райкарда ещё годом ранее, однако тогда трансфер осуществить не удалось. Тренер команды Арриго Сакки использовал Райкарда в центре полузащиты, в качестве связующего звена между обороной и нападением. Во многом благодаря игре Райкарда «Милан» дважды подряд (после двадцатилетнего перерыва) выигрывал Кубок Европейских чемпионов в 1989 и в 1990 годах. В финале последнего розыгрыша именно гол Райкарда в ворота «Бенфики» стал единственным и победным. Кроме того, в составе «Милана» Райкард дважды побеждал в Серии А и выиграл ряд других трофеев.
В 1993 году 30-летний Райкард вернулся в родной «Аякс». В то время в составе команды появилось много молодых талантливых футболистов, а опыт и авторитет Франка помог в становлении многих из них. В 1995 году Райкард помог «Аяксу» выиграть Кубок чемпионов, отдав в финальном матче со своим бывшим клубом «Миланом» голевую передачу на Патрика Клюйверта, забившего единственный в том матче гол. Этот матч стал последним в карьере Франка Райкарда.

### Сборная
Незадолго до своего 19-летия Райкард дебютировал в составе национальной сборной Нидерландов 1 сентября 1981 года против сборной Швейцарии, однако дебюта на крупном международном турнире Франку пришлось ждать ещё семь лет. На победном для голландцев чемпионате Европы 1988 Райкард был игроком стартового состава и одним из лидеров команды.
Однако чемпионат мира 1990, где сборная Нидерландов являлась одним из фаворитом турнира, закончился разочарованием, как для всей команды, так и лично для Франка, который был далёк от лучшей своей игры. В матче 1/8 финала со сборной Германии он плюнул в волосы Руди Фёллеру, после чего оба были удалены с поля, а голландцы проиграли со счётом 1:2 и покинули турнир.
Евро-1992 сложился для Райкарда гораздо удачнее. Он демонстрировал уверенную игру в центре поля, а также отметился забитым голом в ворота сборной Германии. Франк мог стать героем полуфинального матча со сборной Дании, в котором он за несколько минут до конца матча сравнял счёт, а в серии пенальти реализовал свой удар, однако верх в серии всё же взяли датчане.
Последним турниром за сборную для Райкарда стал чемпионата мира в США. В составе той команды Франк был одним из наиболее опытных игроков (наравне с Рональдом Куманом), а четвертьфинальный матч со сборной Бразилии, проигранный со счётом 2:3, стал последним для Райкарда в составе сборной. Всего за неё он сыграл 73 матча и забил 10 голов.

## Тренерская карьера
В 1998 году после нескольких лет занятий бизнесом по продаже одежды вернулся в национальную сборную, руководимую Гусом Хиддинком, в качестве его ассистента, в тренерский штаб команды также были приглашены Йохан Нескенс и Рональд Куман. В августе 1998 Футбольная федерация Нидерландов назначила его новым главным тренером сборной после ухода Хиддинка.

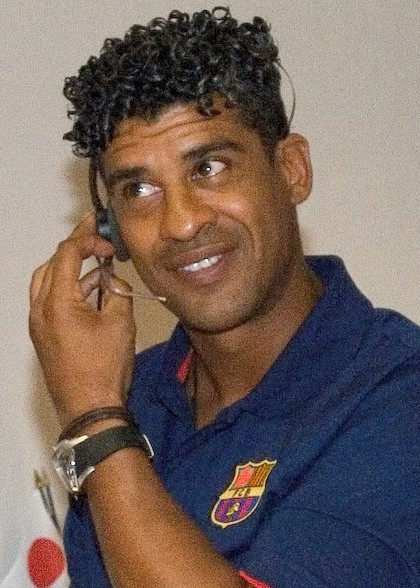
Райкард в качестве главного тренера «Барселоны»

Перед Райкардом стояла крайне непростая задача: подготовить сборную к успешному выступлению на домашнем чемпионате Европы. На групповом этапе турнира голландцы одержали три победы, в том числе над действующими чемпионами мира и будущими победителями чемпионата Европы французами, а в четвертьфинале со счётом 6:1 разгромили крепкую сборную Югославии. Однако в полуфинальном матче со сборной Италии подопечные Райкарда не смогли воплотить в победу тотальное преимущество благодаря блистательной игре итальянского голкипера Франческо Тольдо и уступили в серии пенальти. После этого Райкард покинул пост.
В сезоне 2001/02 он возглавлял «Спарту» из Роттердама, однако особых успехов с ней не добился. А уже в 2003 году Райкард получил предложение возглавить «Барселону», которая в то время не отличалась стабильностью. Первый сезон под руководством Райкарда не принёс каталонцам трофеев, зато в следующем году они стали чемпионами Испании, в том же году в составе команды дебютировал Лионель Месси. В сезоне 2005/2006 «Барселона» вновь выиграла чемпионат, а также впервые с 1992 года добилась победы в Лиге чемпионов, победив в финале лондонский «Арсенал» (кроме Райкарда лишь шесть тренеров сумели выиграть этот турнир в качестве игрока и тренера). Однако в следующие два сезона результаты команды ухудшились, и в мае 2008 года Райкард ушёл в отставку.
После отставки Валерия Газзаева с поста главного тренера ЦСКА (4 декабря 2008 года) Райкард являлся претендентом на этот пост, но в итоге руководство ЦСКА предпочло Зико.
После этого тренерская карьера Райкарда пошла на спад: в течение года он тренировал «Галатасарай» и сборную Саудовской Аравии, однако каких либо успехов добиться не сумел. 18 марта 2014 года Райкард объявил о завершении тренерской карьеры.

## Личная жизнь
Есть двое детей от Кармен Сандрис — дочь Линдси и сын Митчелл.
Женат на Стефани Ракер. У пары два сына: Санти (27.11.2009) и Сиджей (в мае 2014).

## Достижения

### В качестве игрока
«Аякс»
- Чемпион Нидерландов (5): 1981/82, 1982/83, 1984/85, 1993/94, 1994/95
- Обладатель Кубка Нидерландов (3): 1982/83, 1985/86, 1986/87
- Обладатель Кубка обладателей кубков УЕФА: 1987
- Обладатель Суперкубка Нидерландов (2): 1993, 1994
- Победитель Лиги чемпионов УЕФА: 1994/95

«Милан»
- Чемпион Италии (2): 1991/92, 1992/93
- Обладатель Суперкубка Италии (2): 1988, 1992
- Обладатель Кубка европейских чемпионов (2): 1988/89, 1989/90
- Обладатель Суперкубка УЕФА (2): 1989, 1990
- Обладатель Межконтинетального кубка (2): 1989, 1990

Сборная Нидерландов
- Чемпион Европы: 1988
- Бронзовый призёр чемпионата Европы: 1992

### В качестве тренера
Сборная Нидерландов
- Бронзовый призёр чемпионата Европы: 2000

«Барселона»
- Чемпион Испании (2): 2004/05, 2005/06
- Обладатель Суперкубка Испании (2): 2005, 2006
- Победитель Лиги чемпионов УЕФА: 2005/06

### Личные
- Футболист года в Нидерландах (2): 1985, 1987
- Футболист года в Италии по версии Guerin Sportivo: 1992
- Обладатель «Бронзового мяча» по версии France football (2): 1988, 1989
- Входит в состав символической сборной Европы по версии ESM (2): 1995
- Входит в состав символической сборной по итогам чемпионата Европы по версии УЕФА: 1988
- Входит в список ФИФА 100
- Включён в список величайших футболистов XX века по версии World Soccer
- Тренер года в Испании по версии Don Balón (2): 2005, 2006
- Тренер года по версии УЕФА: 2005/06
- Обладатель Награды президента УЕФА: 2005
- Лучший тренер команды года по версии УЕФА: 2006
- Лучший тренер в мире по версии IFFHS: 2006
- Тренер года по версии Onze d’Or: 2006

## Статистика

### Матчи Райкарда за сборную Нидерландов
| Матчи Райкарда за сборную Нидерландов | Матчи Райкарда за сборную Нидерландов | Матчи Райкарда за сборную Нидерландов | Матчи Райкарда за сборную Нидерландов | Матчи Райкарда за сборную Нидерландов | Матчи Райкарда за сборную Нидерландов |
| ------------------------------------- | ------------------------------------- | ------------------------------------- | ------------------------------------- | ------------------------------------- | ------------------------------------- |
| №                                     | Дата                                  | Соперник                              | Счёт                                  | Голы Райкарда                         | Соревнование                          |
| 1                                     | 1 сентября 1981                       | Швейцария                             | 1:2                                   | —                                     | Товарищеский матч                     |
| 2                                     | 23 марта 1982                         | Шотландия                             | 1:2                                   | —                                     | Товарищеский матч                     |
| 3                                     | 14 апреля 1982                        | Греция                                | 1:0                                   | —                                     | Товарищеский матч                     |
| 4                                     | 25 мая 1982                           | Англия                                | 0:2                                   | —                                     | Товарищеский матч                     |
| 5                                     | 1 сентября 1982                       | Исландия                              | 1:1                                   | —                                     | Чемпионат Европы 1984 (отбор)         |
| 6                                     | 10 ноября 1982                        | Франция                               | 1:2                                   | —                                     | Товарищеский матч                     |
| 7                                     | 27 апреля 1983                        | Швеция                                | 0:3                                   | —                                     | Товарищеский матч                     |
| 8                                     | 21 сентября 1983                      | Бельгия                               | 1:1                                   | —                                     | Товарищеский матч                     |
| 9                                     | 17 декабря 1983                       | Мальта                                | 5:0                                   | 2                                     | Чемпионат Европы 1984 (отбор)         |
| 10                                    | 14 марта 1984                         | Дания                                 | 6:0                                   | —                                     | Товарищеский матч                     |
| 11                                    | 17 октября 1984                       | Венгрия                               | 1:2                                   | —                                     | Чемпионат мира 1986 (отбор)           |
| 12                                    | 1 мая 1985                            | Австрия                               | 1:1                                   | —                                     | Чемпионат мира 1986 (отбор)           |
| 13                                    | 14 мая 1985                           | Венгрия                               | 1:0                                   | —                                     | Чемпионат мира 1986 (отбор)           |
| 14                                    | 4 сентября 1985                       | Болгария                              | 1:0                                   | —                                     | Товарищеский матч                     |
| 15                                    | 16 октября 1985                       | Бельгия                               | 0:1                                   | —                                     | Чемпионат мира 1986 (отбор)           |
| 16                                    | 20 ноября 1985                        | Бельгия                               | 2:1                                   | —                                     | Чемпионат мира 1986 (отбор)           |
| 17                                    | 10 сентября 1986                      | Чехословакия                          | 0:1                                   | —                                     | Товарищеский матч                     |
| 18                                    | 15 октября 1986                       | Венгрия                               | 1:0                                   | —                                     | Чемпионат Европы 1988 (отбор)         |
| 19                                    | 19 ноября 1986                        | Польша                                | 0:0                                   | —                                     | Чемпионат Европы 1988 (отбор)         |
| 20                                    | 21 декабря 1986                       | Кипр                                  | 2:0                                   | —                                     | Чемпионат Европы 1988 (отбор)         |
| 21                                    | 21 января 1987                        | Испания                               | 1:1                                   | —                                     | Товарищеский матч                     |
| 22                                    | 25 марта 1987                         | Греция                                | 1:1                                   | —                                     | Чемпионат Европы 1988 (отбор)         |
| 23                                    | 29 апреля 1987                        | Венгрия                               | 2:0                                   | —                                     | Чемпионат Европы 1988 (отбор)         |
| 24                                    | 9 сентября 1987                       | Бельгия                               | 0:0                                   | —                                     | Товарищеский матч                     |
| 25                                    | 24 мая 1988                           | Болгария                              | 1:2                                   | —                                     | Товарищеский матч                     |
| 26                                    | 1 июня 1988                           | Румыния                               | 2:0                                   | —                                     | Товарищеский матч                     |
| 27                                    | 12 июня 1988                          | СССР                                  | 0:1                                   | —                                     | Чемпионат Европы 1988                 |
| 28                                    | 15 июня 1988                          | Англия                                | 3:1                                   | —                                     | Чемпионат Европы 1988                 |
| 29                                    | 18 июня 1988                          | Ирландия                              | 1:0                                   | —                                     | Чемпионат Европы 1988                 |
| 30                                    | 21 июня 1988                          | ФРГ                                   | 2:1                                   | —                                     | Чемпионат Европы 1988                 |
| 31                                    | 25 июня 1988                          | СССР                                  | 2:0                                   | —                                     | Чемпионат Европы 1988                 |
| 32                                    | 14 сентября 1988                      | Уэльс                                 | 1:0                                   | —                                     | Чемпионат мира 1990 (отбор)           |
| 33                                    | 19 октября 1988                       | ФРГ                                   | 0:0                                   | —                                     | Чемпионат мира 1990 (отбор)           |
| 34                                    | 16 ноября 1988                        | Италия                                | 0:1                                   | —                                     | Товарищеский матч                     |
| 35                                    | 22 марта 1989                         | СССР                                  | 2:0                                   | —                                     | Товарищеский матч                     |
| 36                                    | 26 апреля 1989                        | ФРГ                                   | 1:1                                   | —                                     | Чемпионат мира 1990 (отбор)           |
| 37                                    | 31 мая 1989                           | Финляндия                             | 1:0                                   | —                                     | Чемпионат мира 1990 (отбор)           |
| 38                                    | 11 октября 1989                       | Уэльс                                 | 2:1                                   | —                                     | Чемпионат мира 1990 (отбор)           |
| 39                                    | 15 ноября 1989                        | Финляндия                             | 3:0                                   | —                                     | Чемпионат мира 1990 (отбор)           |
| 40                                    | 21 февраля 1990                       | Италия                                | 0:0                                   | —                                     | Товарищеский матч                     |
| 41                                    | 30 мая 1990                           | Австрия                               | 2:3                                   | —                                     | Товарищеский матч                     |
| 42                                    | 3 июня 1990                           | Югославия                             | 2:0                                   | 1                                     | Товарищеский матч                     |
| 43                                    | 12 июня 1990                          | Египет                                | 1:1                                   | —                                     | Чемпионат мира 1990                   |
| 44                                    | 16 июня 1990                          | Англия                                | 0:0                                   | —                                     | Чемпионат мира 1990                   |
| 45                                    | 21 июня 1990                          | Ирландия                              | 1:1                                   | —                                     | Чемпионат мира 1990                   |
| 46                                    | 24 июня 1990                          | ФРГ                                   | 1:2                                   | —                                     | Чемпионат мира 1990                   |
| 47                                    | 11 сентября 1991                      | Польша                                | 1:1                                   | —                                     | Товарищеский матч                     |
| 48                                    | 16 октября 1991                       | Португалия                            | 1:0                                   | —                                     | Чемпионат Европы 1992 (отбор)         |
| 49                                    | 4 декабря 1991                        | Греция                                | 2:0                                   | —                                     | Чемпионат Европы 1992 (отбор)         |
| 50                                    | 25 марта 1992                         | Югославия                             | 2:0                                   | —                                     | Товарищеский матч                     |
| 51                                    | 27 мая 1992                           | Австрия                               | 3:2                                   | 1                                     | Товарищеский матч                     |
| 52                                    | 30 мая 1992                           | Уэльс                                 | 4:0                                   | —                                     | Товарищеский матч                     |
| 53                                    | 12 июня 1992                          | Шотландия                             | 1:0                                   | —                                     | Чемпионат Европы 1992                 |
| 54                                    | 15 июня 1992                          | СНГ                                   | 0:0                                   | —                                     | Чемпионат Европы 1992                 |
| 55                                    | 18 июня 1992                          | Германия                              | 3:1                                   | 1                                     | Чемпионат Европы 1992                 |
| 56                                    | 22 июня 1992                          | Дания                                 | 2:2 (4:5 пен.)                        | 1                                     | Чемпионат Европы 1992                 |
| 57                                    | 9 сентября 1992                       | Италия                                | 2:3                                   | —                                     | Товарищеский матч                     |
| 58                                    | 23 сентября 1992                      | Норвегия                              | 1:2                                   | —                                     | Чемпионат мира 1994 (отбор)           |
| 59                                    | 14 октября 1992                       | Польша                                | 2:2                                   | —                                     | Чемпионат мира 1994 (отбор)           |
| 60                                    | 16 декабря 1992                       | Турция                                | 3:1                                   | —                                     | Чемпионат мира 1994 (отбор)           |
| 61                                    | 28 апреля 1993                        | Англия                                | 2:2                                   | —                                     | Чемпионат мира 1994 (отбор)           |
| 62                                    | 9 июня 1993                           | Норвегия                              | 0:0                                   | —                                     | Чемпионат мира 1994 (отбор)           |
| 63                                    | 22 сентября 1993                      | Сан-Марино                            | 7:0                                   | —                                     | Чемпионат мира 1994 (отбор)           |
| 64                                    | 13 октября 1993                       | Англия                                | 2:0                                   | —                                     | Чемпионат мира 1994 (отбор)           |
| 65                                    | 19 января 1994                        | Тунис                                 | 2:2                                   | 1                                     | Товарищеский матч                     |
| 66                                    | 23 марта 1994                         | Шотландия                             | 1:0                                   | —                                     | Товарищеский матч                     |
| 67                                    | 20 апреля 1994                        | Ирландия                              | 0:1                                   | —                                     | Товарищеский матч                     |
| 68                                    | 1 июня 1994                           | Венгрия                               | 7:1                                   | 2                                     | Товарищеский матч                     |
| 69                                    | 12 июня 1994                          | Канада                                | 3:0                                   | 1                                     | Товарищеский матч                     |
| 70                                    | 20 июня 1994                          | Саудовская Аравия                     | 2:1                                   | —                                     | Чемпионат мира 1994                   |
| 71                                    | 25 июня 1994                          | Бельгия                               | 0:1                                   | —                                     | Чемпионат мира 1994                   |
| 72                                    | 4 июля 1994                           | Ирландия                              | 2:0                                   | —                                     | Чемпионат мира 1994                   |
| 73                                    | 9 июля 1994                           | Бразилия                              | 2:3                                   | —                                     | Чемпионат мира 1994                   |

Итого: 73 матча / 10 голов; 35 побед, 19 ничьих, 19 поражений.

### Тренерская статистика
| Команда                   | Начало работы | Завершение работы | Показатели | Показатели | Показатели | Показатели | Показатели |
| Команда                   | Начало работы | Завершение работы | М          | В          | Н          | П          | % побед    |
| ------------------------- | ------------- | ----------------- | ---------- | ---------- | ---------- | ---------- | ---------- |
| Сборная Нидерландов       | 1 июля 1998   | 30 июня 2000      | 24         | 9          | 11         | 4          | 037,50     |
| Спарта (Роттердам)        | 1 июля 2001   | 30 июня 2002      | 34         | 4          | 12         | 18         | 011,76     |
| Барселона                 | 1 июля 2003   | 30 июня 2008      | 272        | 159        | 63         | 50         | 058,46     |
| Галатасарай               | 1 июля 2009   | 20 октября 2010   | 67         | 37         | 15         | 15         | 055,22     |
| Сборная Саудовской Аравии | 1 июля 2011   | 16 января 2013    | 10         | 3          | 4          | 3          | 030,00     |
| Итого                     | Итого         | Итого             | 407        | 212        | 105        | 90         | 052,09     |